# Ludovico Antonio Muratori

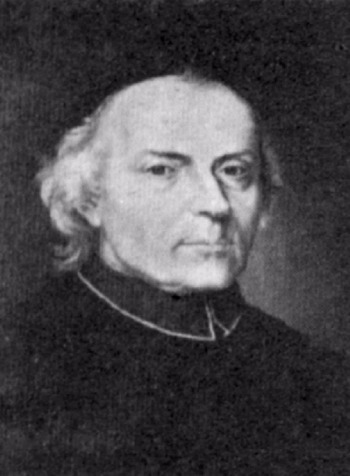
Ludovico Antonio Muratori.

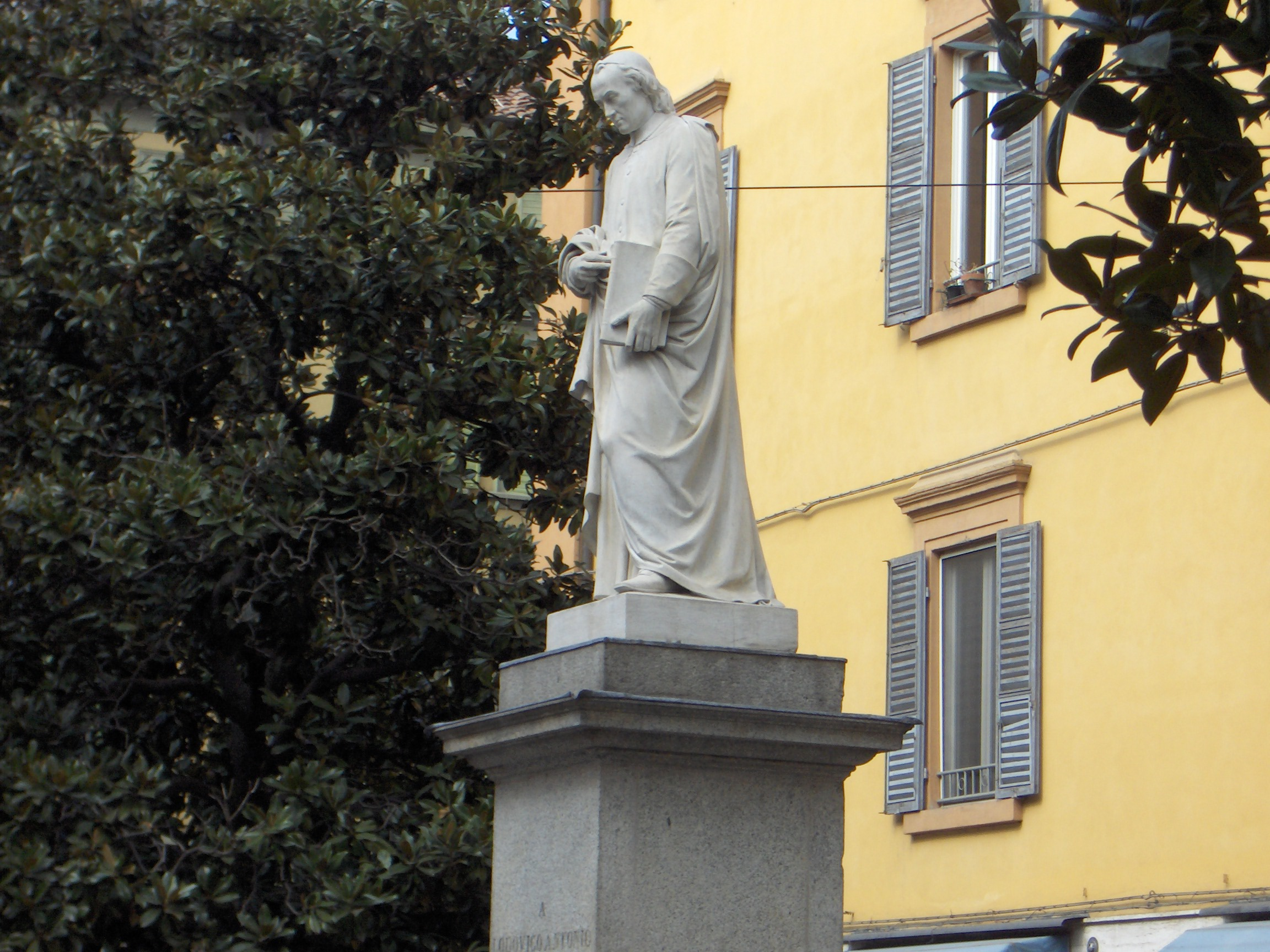
Estátua de Ludovico Antonio Muratori, na Via Emilia, Modena.

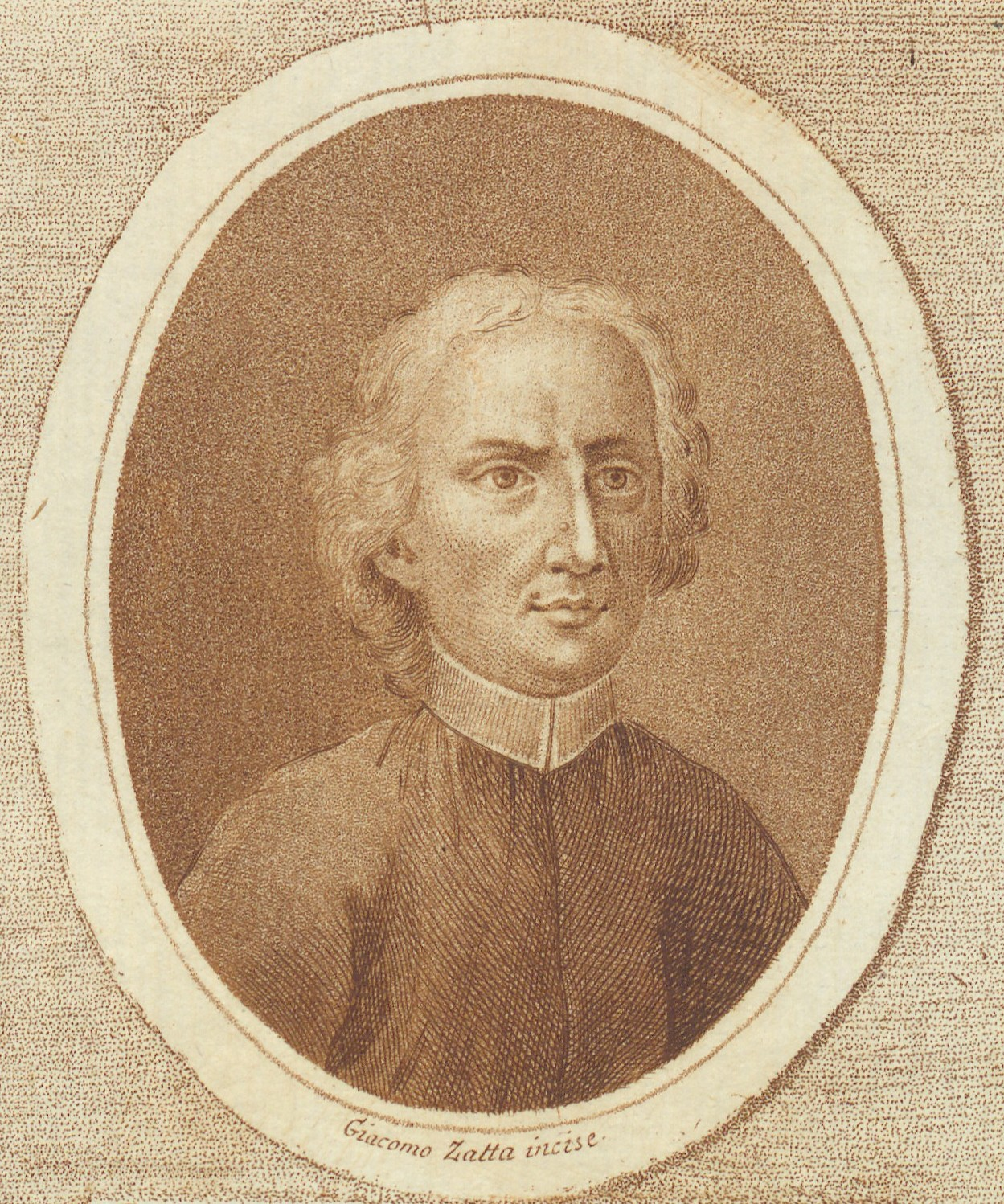
Ludovico Antonio Muratori

Ludovico Antonio Muratori (Vignola, 21 de outubro de 1672 — Modena, 23 de janeiro de 1750), latinizado como Ludovicus Antonius Muratori, aliás Lamindius Pritanius, foi um  escritor, historiador e filósofo, sacerdote católico, que se destacou como historiador e estudioso dos clássicos greco-latinos e como intelectual e académico de referência da geração de finais do século XVIII. É considerado como o fundador da historiografia italiana.
Celebrizou-se pela descoberta de um fragmento da mais antiga listagem dos livros do Novo Testamento que se conhece, hoje em sua honra denominada Cânone Muratori.
Durante a maior parte da sua vida foi bibliotecário e arquivista na Biblioteca Ducal de Modena, revelando-se um trabalhador erudito e infatigável, produzindo um impressionante volume de trabalho: Rerum Italicarum scriptores (28 vol., 1723 – 1751); Antiquitates Italicae medii aevii (6 vol., 1738–1742), ambas importantes colecções de fontes para a história da Itália, e muitas outras obras de largo fôlego.
Escreveu ainda uma história da Itália, intitulada Annali d'Italia, publicada em 12 volumes entre 1744 e 1749, considerada como a primeira tentativa moderna de elaborar uma história da Itália. Em resultado da publicação desta obra, Muratori é considerado como o fundador do método histórico científico moderno, assente numa rigorosa pesquisa das fontes documentais. A metodologia que desenvolveu adoptava critérios de análise e crítica científica das fontes, abandonando a historiografia baseada na confabulação e no panegírico dos poderosos que durante séculos tinha dominado a produção histórica europeia.
Para além de uma estátua na cidade de Modena, em 1950 a Itália emitiu um selo postal homenageando-o na passagem dos 200 anos sobre o seu falecimento.

## Biografia
Ludovico Antonio Muratori nasceu em Vignola, província de Modena, a 21 de Outubro de 1672, filho de uma família camponesa de origens humildes. Desde cedo revelou uma insaciável curiosidade e um empenho sem limites no estudo, o que o levou a uma vida inteiramente dedicada à acumulação de uma cultura enciclopédica. Esta forte vontade de acumular saberes, é apontada numa extensa carta autobiográfica, composta quando tinha de 49 anos de idade.
Sem posses que lhe permitissem o prosseguimento independente de estudos, ingressou no colégio da Companhia de Jesus de Modena, onde estudou gramática, e depois de frequentar o "Pubblico Studio", formou-se em Letras (1692) e depois em Direito e Filosofia (1694).
Apaixonou-se pelo estudo da literatura, da história e das artes. Dedicou-se ao estudo do grego clássico e leu com paixão os autores italianos e os clássicos greco-romanos.

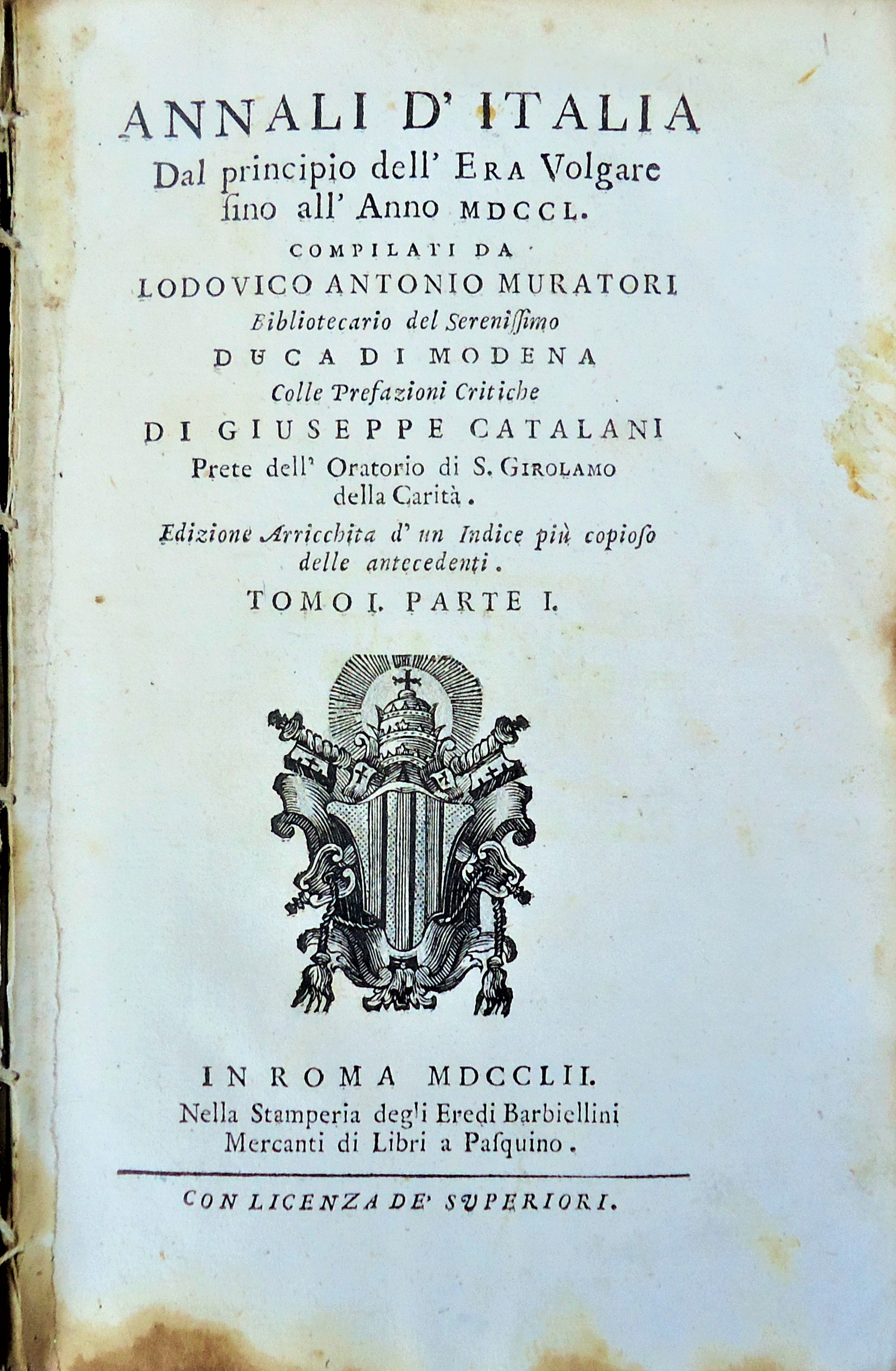
Lodovico Antonio Muratori, Annali d'Italia, Roma, 1752, t. I, p. I

Perante a falta de um ambiente académico e de livros que lhe permitissem o aprofundamento dos seus estudos, recorreu a Benedetto Bacchini, o erudito abade do mosteiro de San Pietro in Modena, beneditino da Congregação de São Mauro, que o orientou nos seus estudos religiosos e dos Santos Padres. Manteve também uma extensa correspondência com intelectuais bolonheses e modenenses.
A influência de Benedetto Bacchini foi grande, conforme o próprio Muratori reconheceu mais tarde, já que foi seguinte este seu mestre que estudou a literatura patrística e a literatura eclesiástica em geral e se familiarizou com a pesquisa das fontes históricas, primeira na área eclesiástica e depois na civil.
Terminou a sua formação na Biblioteca Ambrosiana de Milão, onde foi acolhido na qualidade de doutor pelo conde Carlo Borromeo.
A riqueza dos textos conservados naquela Biblioteca nutriu a seu inclinação filológica e literária e familiarizou-o na crítica das fontes. Criou então o método histórico científico moderno, fundando-o sobre bases mais racionais que até então, numa incessante procura da verdade histórica, mesmo quando ela ia contra as tradições mais arreigadas e veneradas.
Entre as suas contribuições deste período figura ter-se dado conta do valor de um fragmento de manuscrito que continha a mais antiga lista até então conhecida dos escritos incluídos no Novo Testamento, texto que desde então se chamou em sua honra Cânone Muratori.
Recebeu as ordens sacras das mãos do bispo de Tortona em 1695 e consagrou-se então ao estudo da Idade Média, contribuindo com o seu trabalho para lançar uma nova luz sobre este período da história europeia.
O duque de Modena, Rinaldo I de Este, acolheu-o, oferecendo-lhe o ofício de arquivista e bibliotecário num período em que a Europa vivia o prelúdio da Guerra da Sucessão de Espanha. Escreveu então I primi disegni della repubblica letteraria d'Italia (1703), Della perfetta poesia italiana (1706) e as Riflessioni sopra il buon gusto intorno le scienze e le arti (1708), obras impregnadas de um nacionalismo emergente. Neste período procura reunir documentos que provem a legitimidade das posições tradicionais italianas perante a crescente pressão dos Habsburgos e dos seus inimigos. Em particular estudou as fontes referentes ao estatuto legal da região de Comacchio, então disputada.
Quando Modena foi ocupada por forças francesa, entre 1702 e 1707, o arquivo que acabara de tratar e ordenar foi transferido. Muratori assumiu então o seu desejo de actualização e renovação da forma como era encarada a cultura e a tradição literária italiana.
Perante a inacessibilidade de fontes que lhe permitissem continuar os seus estudos sobre o período medieval, escreve I primi disegni della repubblica letteraria d'Italia (1703) e Della perfetta poesia italiana (1706) a que se segue uma verdadeira tese sobre as questões da estética contidas na sua obra Riflessioni sopra il buon gusto intorno le scienze e le arti (1708), da qual emerge nitidamente um vivo espírito nacional, a consciência da debilidade da Itália e a necessidade de unificar a cultura para lhe devolver o seu único fim nobre: não a honra individual, mas o bem comum.
Quando os austríacos ocuparam Modena e aquando da subsequente cedência da cidade ao monarca francês, Muratori defendeu a Casa de Este com a obra Piena esposizione dei diritti imperiali ed estensi (1712) e recolheu a documentação sobre as origens dos seus senhores em Antichità estensi ed italiane (1717).
Travou então relações de amizade com o padre Paolo Segneri e em 1716 recebeu a prepositura de Santa Maria della Pomposa, em Modena. Restaurou a igreja da sua paróquia e criou nela a Compagnia della Carità per l'Assistenza ai Bisognosi. Publicou então a obra intitulada De ingegnorum moderatione in religionis negotio.
Entre os anos de 1723 e 1743, Ludovico Muratori alcançou a sua maturidade intelectual e compendiou o fruto das suas imensas investigações históricas e literárias em 38 volumes, repartidos por três grandes títulos: os Rerum Italicarum Scriptores (1723-1738); as Antiquitates Italicae Medii Aevi (1738-1743); e o Novum Thesaurum Veterum Inscriptionum (1738-1743). Apesar do gigantismo da obra publicada, ainda sentiu forças para publicar a primeira história conjunta de Itália até à época: os Annali d'Italia (1743-1749).
Apesar do seu labor no campo da História, a sua obra religiosa não deixou de crescer, tendo publicado De Superstitione Vitanda (1732-1740), que condenava os excessos do culto, e apoiado o trabalho dos jesuítas na América com o seu ensaio Cristianesimo felice nelle missioni de' padri della Compagnia di Gesù nel Paraguay (1743-1749). Desta época foi especialmente lida a sua obra De regolata devotione de' cristiani, obra prima do racionalista religioso italiano de setecentos, que influiu sobre o pensamento de Prospero Lambertini, o futuro papa Bento XIV.

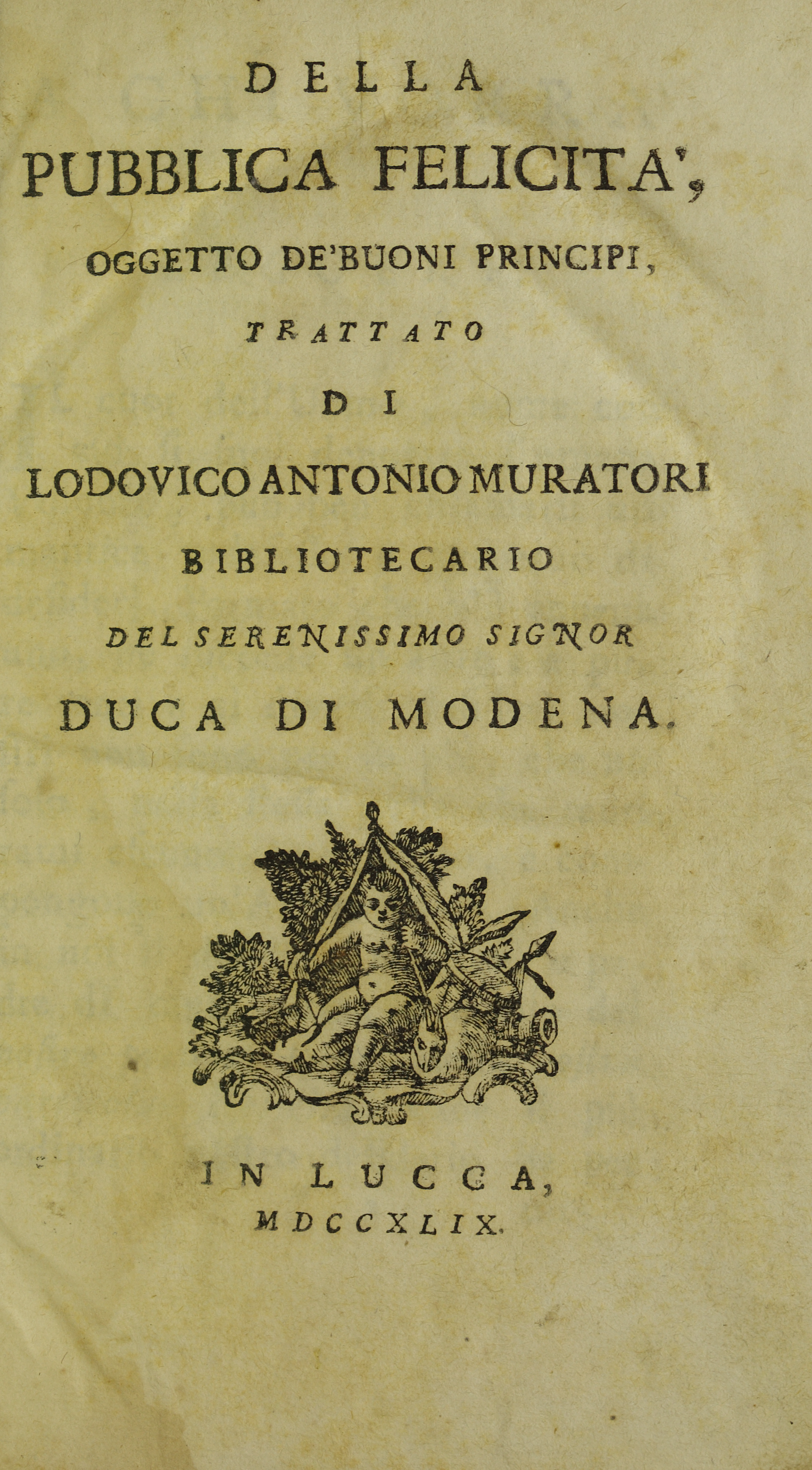
Della pubblica felicità, 1749

Também se mostrou um participante activo nas polémicas civis do seu tempo, integrando-se no grupo dos intelectuais que pugnavam pelo Iluminismo, defendendo o valor da educação, da ciência e do reformismo. A estas preocupações correspondem obras como La filosofia morale spiegata ai giovani (1735), o ensaio Dei difetti della giurisprudenza (1742-1743), o tratado Delle forze dell'intendimento umano o sia il pirronismo confutato (1745) e o ensaio sobre a Pubblica Felicità (1749), última obra de Muratori sobre filosofia política. Esta obra saiu a lume no mesmo ano que O espírito das leis, de Montesquieu, e nela Muratori defende as luzes na educação popular, na higiene pública, na situação social da mulher e na reforma agrária.
Para além de tratar com excepcional largueza de vistas os temas da educação popular, os dois capítulos dedicados à administração agrícola constituem a primeira abordagem iluminista, na verdade moderna, às questões da política agrária na literatura europeia, prova da vastidão de horizontes por ele explorada.
Foi também muito importante a sus influência no campo dos estudos jurídicos, escrevendo dois textos seminais naquela área do sabaer: a carta "De codice carolino sive de nuovo legum codice instituendo", escrita em 1726 (mas apenas publicada em 1935) ao imperador Carlos VI, convidando-o a proceder a uma simplificação do direito vigente através de uma criteriosa selecção das leis que deveriam ser mantidas em vigor e a sua codificação num volume oficial;  e o importante tratado "Dei difetti della giurisprudenza", publicado em 1742, no qual discute as fontes de direito e a falibilidade da jurisprudência.
Faleceu em Modena, em 23 de Janeiro de 1750, respeitado pelos seu contemporâneos e sendo já considerado como um dos mais prestigiados intelectuais europeus de setecentos.

## Obras publicadas

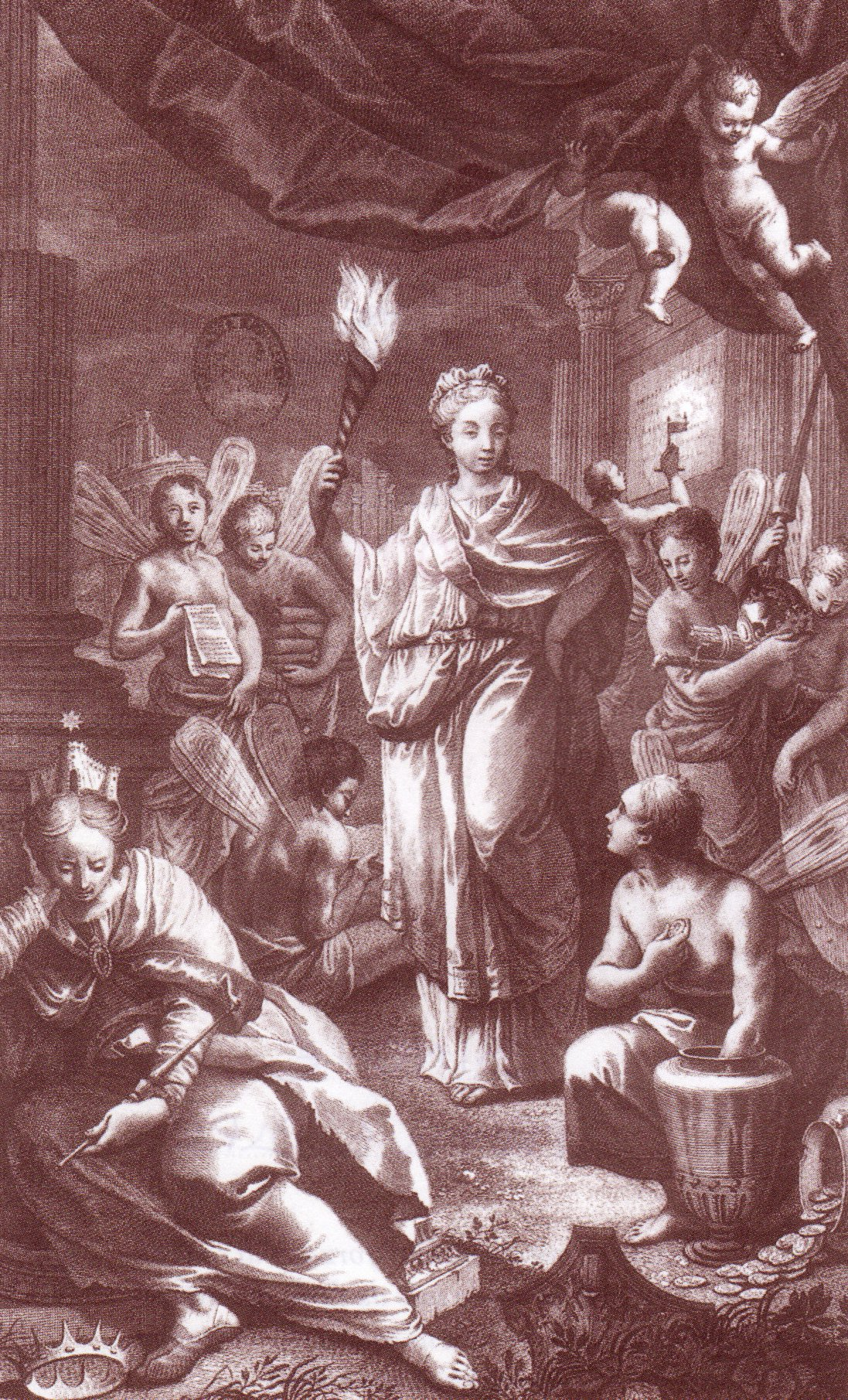
A chama da Verdade, gravura da obra Antiquitates Italicae Medii Aevi.

- Anecdota Græca Quæ Ex Mss. Codicibus Nunc primum eruit, Latio donat, Notis, & Dilquilitionibus auget. Patavii Typis Seminarii, 1709
- Del governo della Peste, e della maniere di guardarsene, … Trattato diviso in politico, medico, & ecclesiastico, da conservarso ed aversio pronto per le occasioni, che Dio tenga sempre lontane. Nápoles, Felice Mosca, 1720
- Lamindi Pritanii De Ingeniorum Moderatione in Religionis Negotio, Ubi Quae Jura, Quae Frena Futura Sint Homini Christiano in Inquirenda & Tradenda Veritate, Ostenditur: & Sanctus Augustinus Vindicatur a Multiplici Censura Joannis Phereponi. Editio Praece.  Venetiis: Apud Sebastianum Coleti, 1727,  Joannis Bapiste Pasquali 1777
- Relation des Missions du Paraguai. Paris, Bordelet, 1754. Vanlinthout et Vandenzande, Louvain, 1822, La Societe Catholique des Bons Livres  1826. Esta obra descreve a história dos ameríndios do Rio de la Plata. Foi em grande parte redigida recorrendo a documentos oficiais emanados das missões Jesuítas do Paraguai, e em especial ao padre Gaëtan Cattani. Dado que Muratori não era Jesuíta, a história ganha um carácter de imparcialidade.
- Lamindi Pritanii Redivivi : epistola paraenetica ad patrem Benedictum Plazza e Societate Iesu, censorem minus aequum libelli della regolata divozione de' cristiani di Lamindo Pritanio videlicet di Ludovico Antonio Muratori.  Venezia, apud Jo: Baptistam Pasquali, 1755.
- De ingeniorum moderatione in religionis negotio. Libri tres, ubi quae jura, quae fraena futura sind homini Christiano in inquirende, & tradenda veritate, ostenditur & Sanctus Augustinus vindicatur a multiplici censura Joannis Phereponi. Ed. novissima ab auctore recensita et aucta. Pasquali 1768
- Traité sur le bonheur public.  Le tout extrait & traduit aussi de l'Italien sur l'édition de Venise de 1756, Lyon, Réguilliat, 1772. Inclui uma biografia e o catálogo das suas obras. Foi editado pelo seu sobrinho Jean-François Soli Muratori. A edição original em italiano apareceu em 1749. Esta obra trata de assuntos de economia, de política e da estrutura social: deveres dos príncipes, educação, jurisprudência, jogos e divertimentos públicos, impostos, moeda, luxo, etc.
- Censura Joannis Phereponi. Editio Nivissima Ab Auctore Recensita Et Aucta. Joannis Bapiste Pasquali, 1777